# Marius Falquy
Marius Falquy (ur. 13 marca 1946) – francuski biathlonista. W Pucharze Świata zadebiutował 28 stycznia 1979 roku w Ruhpolding, gdzie zajął 32. miejsce w biegu indywidualnym. Nigdy nie zdobył punktów do klasyfikacji generalnej PŚ. W 1973 roku wystąpił na mistrzostwach świata w Lake Placid, gdzie zajął siódme miejsce w sztafecie. Najlepsze wyniki osiągnął podczas mistrzostw świata w Vingrom w 1977 roku, zajmując trzynaste w biegu indywidualnym i szóste w sztafecie. Brał również udział w igrzyskach olimpijskich w Innsbrucku w 1976 roku, plasując się na siódmej pozycji w sztafecie.

## Osiągnięcia

### Igrzyska olimpijskie
| Rok  | Miejscowość | Konkurencje | Konkurencje | Konkurencje | Konkurencje | Konkurencje | Konkurencje | Konkurencje |
| Rok  | Miejscowość | IN          | SP          | PU          | MS          | RL          | MR          | SR          |
| ---- | ----------- | ----------- | ----------- | ----------- | ----------- | ----------- | ----------- | ----------- |
| 1976 | Innsbruck   | –           | nd.         | nd.         | nd.         | 7.          | nd.         | –           |

### Mistrzostwa świata
| Rok  | Miejscowość | Konkurencje | Konkurencje | Konkurencje | Konkurencje | Konkurencje | Konkurencje | Konkurencje |
| Rok  | Miejscowość | IN          | SP          | PU          | MS          | RL          | MR          | SR          |
| ---- | ----------- | ----------- | ----------- | ----------- | ----------- | ----------- | ----------- | ----------- |
| 1973 | Lake Placid | –           | nd.         | nd.         | nd.         | 7.          | nd.         | –           |
| 1974 | Mińsk       | 47.         | –           | nd.         | nd.         | 9.          | nd.         | –           |
| 1975 | Anterselva  | –           | 17.         | nd.         | nd.         | 11.         | nd.         | –           |
| 1976 | Anterselva  | nd.         | 44.         | nd.         | nd.         | nd.         | nd.         | –           |
| 1977 | Vingrom     | 13.         | 21.         | nd.         | nd.         | 6.          | nd.         | –           |
| 1979 | Ruhpolding  | 32.         | 68.         | nd.         | nd.         | 11.         | nd.         | –           |

### Puchar Świata

#### Miejsca w klasyfikacji generalnej
| Sezon     | Miejsce |
| --------- | ------- |
| 1978/1979 | -       |

#### Miejsca na podium chronologicznie
Falquy nigdy nie stanął na podium indywidualnych zawodów PŚ.